# Luxeuil-les-Bains
Luxeuil-les-Bains /lyksœjleˈbɛ̃/ è un comune francese di 7 742 abitanti situato nel dipartimento dell'Alta Saona nella regione della Borgogna-Franca Contea; centro termale per la presenza anche di saline, sfruttate in passato dai monaci. Le sue acque calde, ricche di ferro, azoto, e silicio, sono particolarmente indicate per la cura delle anemie e delle affezioni reumatiche. Importante collezione di sculture provenienti dalla città gallo-romana nell'edificio delle terme.
Nel centro della città si conservano la cosiddetta Maison Carrée del XV secolo, la basilica di Saint Pierre (secoli XIII-XIV) con campanile del XVI secolo e chiostro del XIII secolo, ovvero l'antica abbazia di Luxeuil fondata da San Colombano, la quale conserva un pregevole organo monumentale.
La città è anche un centro industriale (fonderie, tessitura del cotone).

## Storia
Trae il nome da Luxovium, prospera stazione termale sotto i Romani, distrutta da Attila nel 451.
Un abitato risorse in seguito intorno all'abbazia e alla chiesa abbaziale dedicata a san Pietro, fondata dal monaco irlandese san Colombano e da 12 suoi compagni nel 590, insieme ai monasteri di Fontaine e di Annegray di La Voivre. San Colombano ne fu il primo abate e vi fondò uno scriptorium, ma dopo una decina di anni riprese i suoi viaggi. Gli successero prima sant'Eustasio e poi san Valdeberto di Luxeuil.
Nel IX secolo i monaci adottarono la regola benedettina. L'abbazia subì razzie da parte dei Saraceni nel VII secolo e dei Normanni nel IX. Fu una potente signoria ecclesiastica, ma decadde alla fine del XV secolo.
Annessa dall'imperatore Carlo V alla Franca Contea, tornò con essa alla Francia in seguito al trattato di Nimega (1678).
Intorno al 1870 vi fu creato un tipo di merletto ("trina Rinascimento" o "trina Medici"), fabbricata nei dintorni della città, che fu in voga alla fine del XIX secolo nell'ambito dell'arredamento.

## Società

### Evoluzione demografica
Abitanti censiti